# Gracilodes angustipennis
Gracilodes angustipennis là một loài bướm đêm trong họ Erebidae.